# 21-я танковая бригада (ФРГ)
21-я танковая бригада «Липперланд» (нем. Panzerbrigade 21 «Lipperland», сокращенно: PzBrig 21) — тактическое соединение сухопутных войск ФРГ. Штаб бригады и большинство ее подразделений базируются в казармах фельдмаршала Роммеля в Аугустдорфе, Северный Рейн-Вестфалия. Несколько компаний базируются в казармах Глюкауф в Унна-Кёнигсборн.
Бригада насчитывала примерно 4200 чел. в 2011 году. В 2019 в ней состояло 5500 чел. личного состава. является одной из сил быстрого реагирования СВ и подчиняется 1-й танковой дивизии со штабом в Ганновере.
21-я танковая бригада была сформирована в 1957 году как боевая группа (Panzerkampfgruppe) C3 в составе 3-й танковой дивизии ФРГ и с 1959 по 2006 год входила в состав 7-й танковой дивизии. Бригада носит почётное название «Липперланд», так как дислоцируется в районе Липпе.

## Состав
|  | Подразделение                          | ППД         | ВВТ          |
|  | -------------------------------------- | ----------- | ------------ |
|  | Штаб и рота поддержки                  | Аугустдорф  |              |
|  | 7-й разведывательный батальон          | Ален        | Fennek и KZO |
|  | 1-й егерский батальон                  | Шварценборн | GTK Boxer    |
|  | 91-й егерский батальон                 | Ротенбург   | GTK Boxer    |
|  | 413-й егерский батальон                | Торгелов    | GTK Boxer    |
|  | 921-й егерский батальон (резервный)    |             |              |
|  | 1-й инженерный батальон                | Хольцминден |              |
|  | 7-й батальон материального обеспечения | Унна        |              |
|  | 21-я рота связи                        | Аугустдорф  |              |